# Kråkshults församling
Kråkshults församling var en församling i Linköpings stift (före 1962 Växjö stift) och Eksjö kommun. Den 1 januari 2010 uppgick församlingen i Hässleby-Kråkshults församling.
Församlingskyrka var Kråkshults kyrka.

## Administrativ historik
Församlingen har medeltida ursprung.
Församlingen var till 1962 vara annexförsamling i pastoratet Karlstorp och Kråkshult. Från 1962 till 2010 var församlingen annexförsamling i pastoratet Hässleby och Kråkshult.  Den 1 januari 2010 uppgick församlingen i Hässleby-Kråkshults församling.
Den 1 januari 2005 överfördes fastigheten Arvidshög 1:1 från Eksjö kommun till Vetlanda kommun men församlingsindelningen ändrades inte förrän året därpå, 2006 uppgick fastigheten i Karlstorps församling. Därför hade Kråkshults församling under året 2005 två församlingskoder, det bekanta 068603 för delen i Eksjö kommun och en kortlivad 068523 för delen i Vetlanda kommun.
Församlingen har till 1962 tillhört Växjö stift.
Församlingskod var 068603.

## Klockare och organister
| Ämbetstid | Namn                   | Levnadstid | Övrigt                |
| --------- | ---------------------- | ---------- | --------------------- |
| 1783–1813 | Anders Söderström      | 1759–      | Klockare              |
| 1813–1858 | Isak Magnus Clarin     | 1781–      | Organist och klockare |
| 1861–1880 | Anders Johansson       | 1816–1887  | Organist och klockare |
| 1880–1894 | Samuel Otto Hultstrand | 1859–      | Organist och klockare |